# 프리실라 포인터
프리실라 포인터(Priscilla Pointer, 1924년 5월 18일 ~ 2025년 4월 28일)는 미국의 배우이다.

## 출연 작품

### 영화
- 캐리 (1976) - 엘리너 스넬 역
  - 캐리 2 (1999) - 1편 푸티지
- 배신의 그림자 (1977, A Killing Affair)
- 미스터 굿바를 찾아서 (1977)
- 사랑은 선율을 타고 (1980, The Competition)
- 존경하는 어머니 (1981)
- Mysterious Two (1982)
- 환상 특급 (1983)
- 하나를 위한 삼중주 (1984, Micki & Maude)
- 위험한 장난 (1985)
- 블루 벨벳 (1986) - 보몬트 부인 역
- 나이트메어 3: 꿈의 전사 (1987) - 닥터 엘리자베스 심스 역
- C.H.U.D. II - 버드 더 추드 (1989, C.H.U.D. II: Bud the C.H.U.D.)
- 쇼 오브 포스 (1990)
- 정신병동 미스테리 (1990)
- Painted Desert (1993)
- 환상특급: 로스트 클래식스 (1994, Twilight Zone: Rod Serling's Lost Classics)
- 육체의 유혹 (1996, Carried Away)
- 인페르노 (1999)

### 텔레비전
- 명탐정 바나비 존즈 (1974-77)
- 여형사 페퍼 (1976)
- 사랑의 화원 (1976년)
- 형사 Q (1976년)
- 사랑의 화원 (1977-79)
- 댈러스 (1981-83)
- L.A. 로 (1986-88)
- Hemingway (1988) - 그레이스 헤밍웨이 역
- 초인 플래시 (1990-91)